# Josef Danner

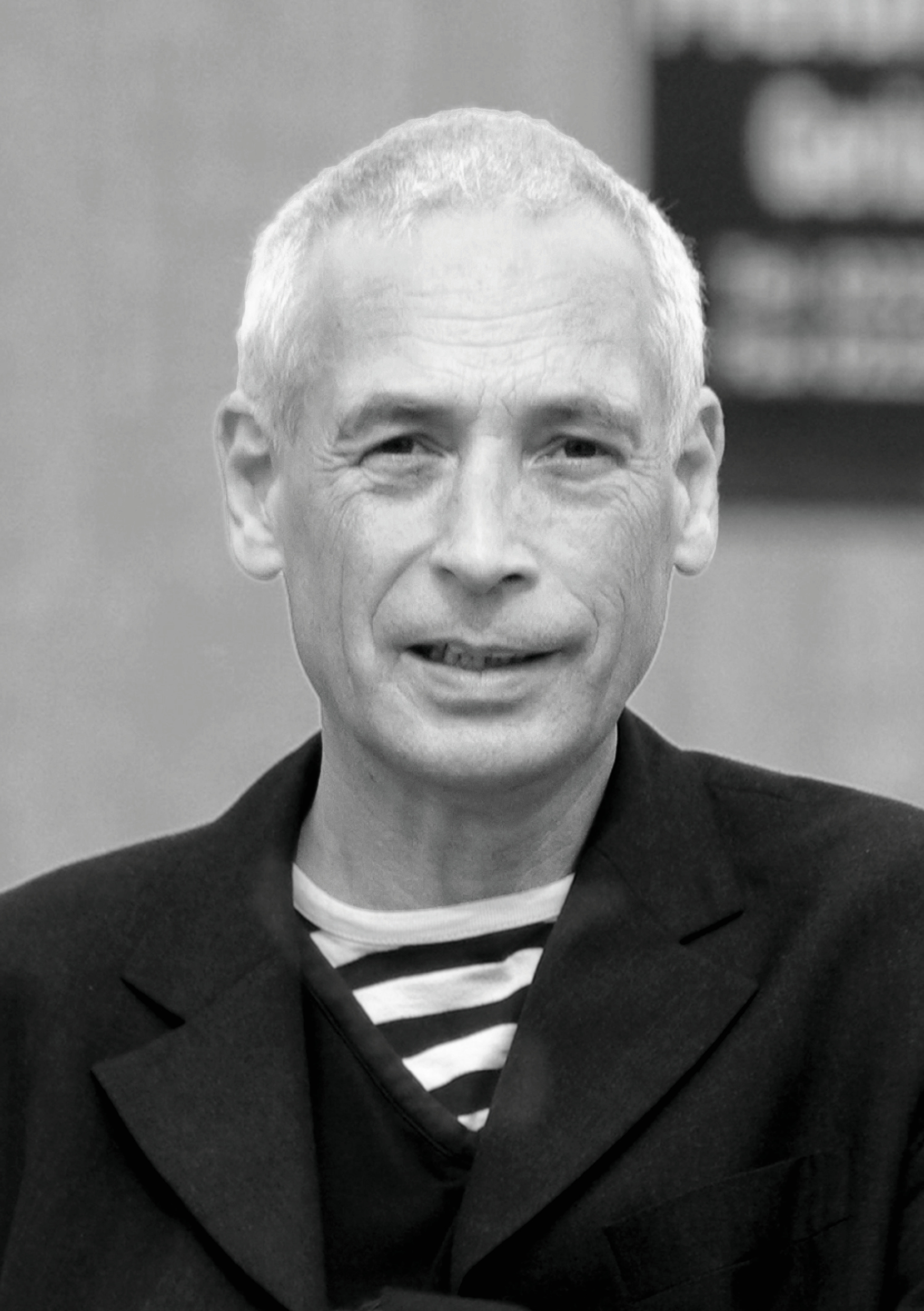
Josef Danner 2018

Josef Danner (* 28. Oktober 1955 in Amstetten; † 5. Dezember 2020 in Wien) war ein zeitgenössischer österreichischer Künstler, der mit Malerei, Zeichnung, Druck und Plakatprojekten arbeitete. Er lebte in Wien, Niederösterreich und im Burgenland.

## Leben und Kunst
Josef Danner besuchte das Gymnasium in Amstetten. 1974 zog er nach Wien und studierte Philosophie, Germanistik und Geschichte. Parallel spielte er als Schlagzeuger in diversen Bands, so auch in der legendären Wiener punkig-wavigen Band Molto Brutto. In Wien herrschte damals eine kreative Aufbruchsstimmung. Viele der jungen Künstler beschäftigten sich sowohl mit Malerei, als auch mit Musik. In diesem Umfeld begann sich Josef Danner, zu dessen Freundeskreis Gunter Damisch, Gerwald Rockenschaub, Otto Zitko und Herbert Brandl zählten, sowohl praktisch als auch theoretisch, intensiv mit Malerei auseinanderzusetzen und gehörte in den 1980er Jahren zu den Künstlern der Galerie Peter Pakesch.
Ursprünglich wurde Josef Danner den Neuen Wilden zugeordnet. In den 1980er und 90er Jahren entstanden meist großformatige Malereien, angesiedelt zwischen gestisch-figurativer und kompletter Abstraktion, darunter eine Serie von monochromen schwarzen und ab dem Jahr 2000 blauen Bildern. Josef Danner beschäftigte sich stets auch mit gesellschaftspolitischen Fragen und ließ ab den 90er Jahren die rein informelle Malerei zunehmend hinter sich, um seine eigene unverkennbare Bildsprache zu entwickeln. Grafikelemente, Symbole und kryptische Ikonografie, sowie teils scharfzüngige, teils humorvoll ironische Texte fanden Einzug in Josef Danners Arbeiten, die thematisch oftmals gesellschaftliche, mentale und kulturgeschichtliche Strömungen pointiert reflektieren.
Josef Danners umfangreiches Werk zeichnet sich stets durch eine intensive Auseinandersetzung sowohl mit formalen als auch inhaltlichen Fragestellungen aus. Neben reiner Malerei kombinierte er Malerei mit Siebdruck, fertigte meist großformatige Zeichnungen, war Teil des Künstlerkollektivs ARGE einwandaufbruch, gestaltete Kunst am Bau Projekte sowie große Plakatserien im öffentlichen Raum.
Josef Danner war Mitglied des Wiener Künstlerhauses, Förderpreisträger des Landes Niederösterreich und Kulturpreisträger der Stadt Amstetten. Seine Arbeiten befinden sich unter anderem in Sammlungen des Land Niederösterreich und des Land Burgenland, der Stadt Wien, im MUMOK, im Lentos, der Albertina, im Museum Stift Admont sowie in in- und ausländischen Privatsammlungen.

## Ausstellungen - Bildende Kunst

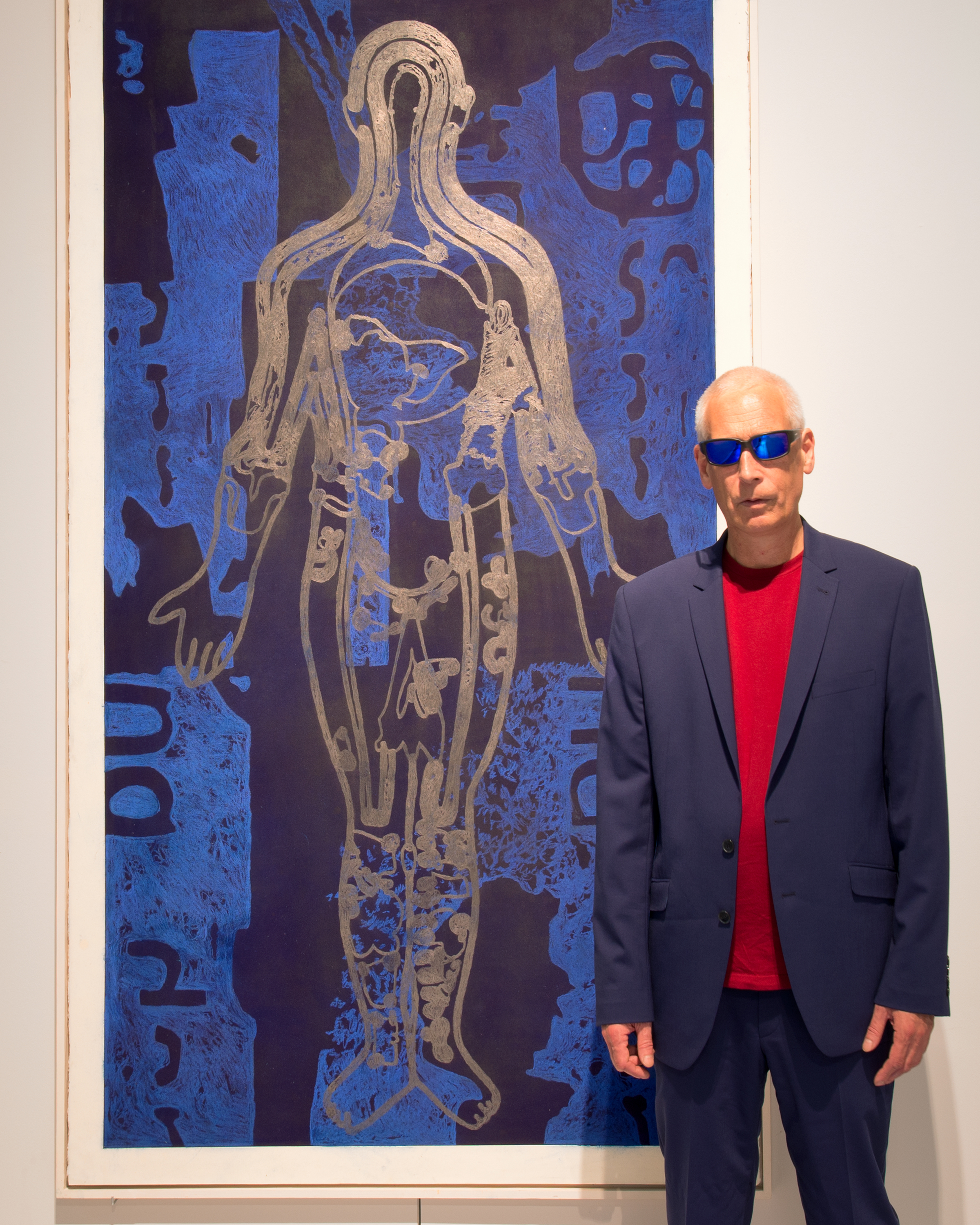
Josef Danner - Bild Strange Angel 2015, Foto: Werner Linsberger

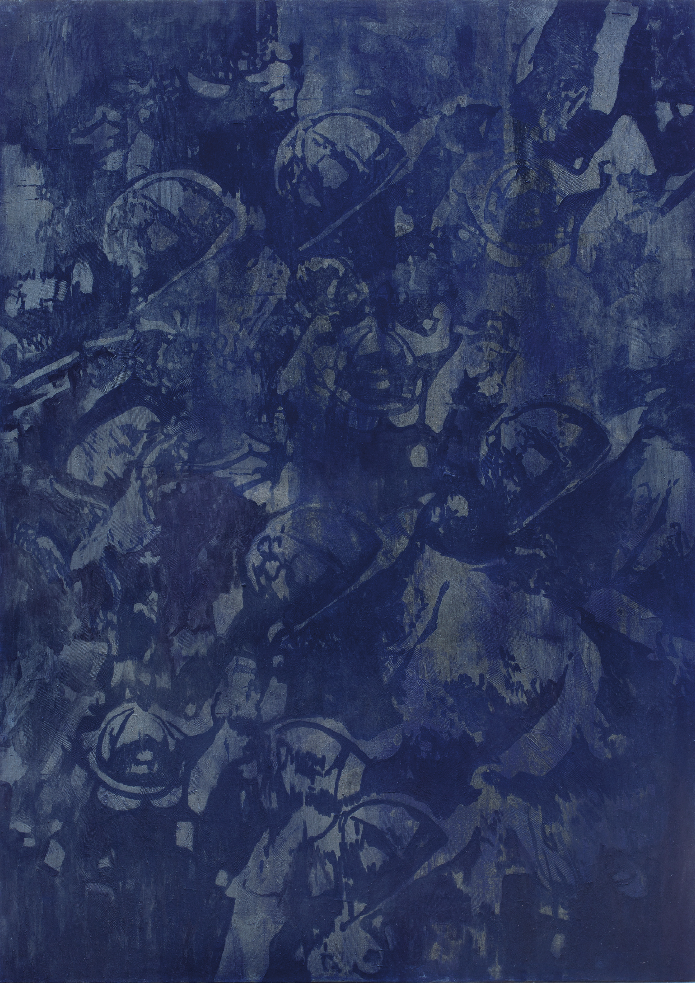
Josef Danner, blaue Serie, Strange Angel 02, 2004

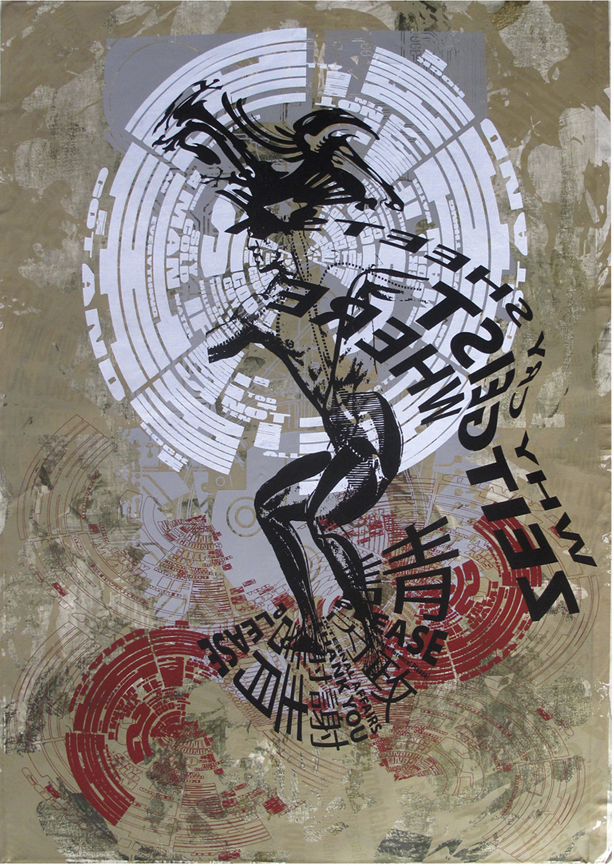
Josef Danner, Surfing Live, 2019

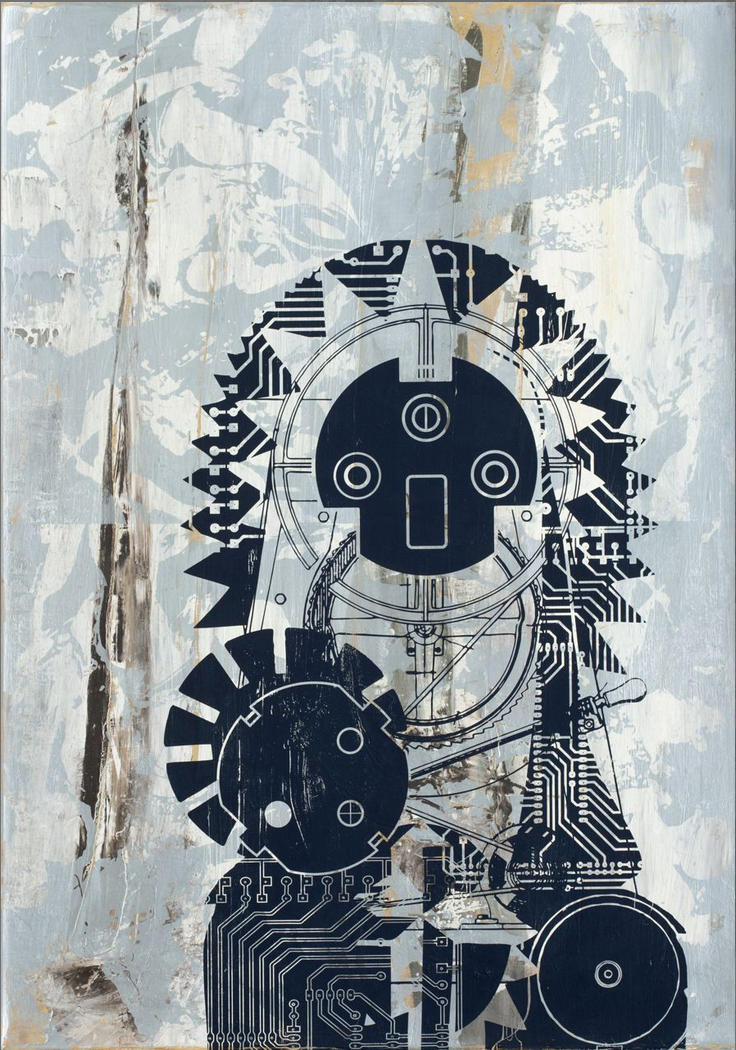
Josef Danner, Serie Madonna, 2014

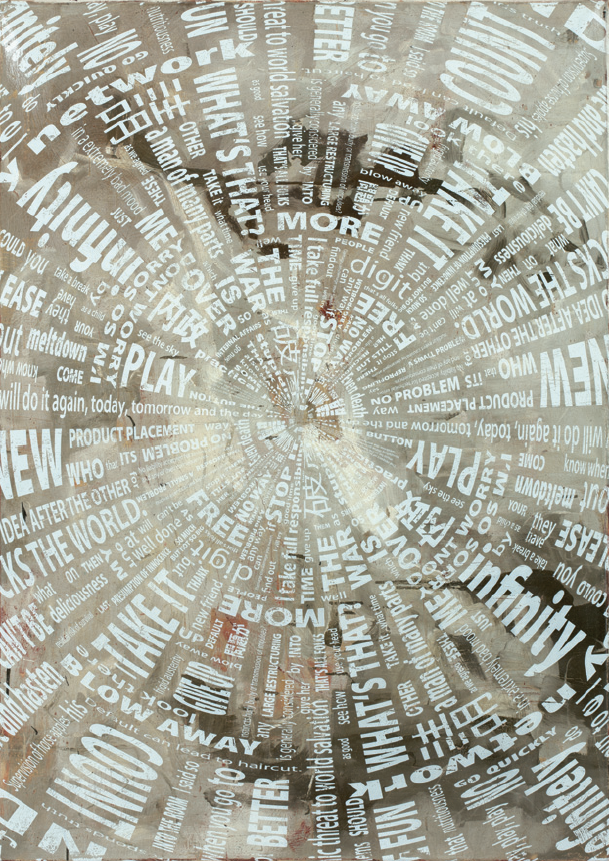
Josef Danner Bild Wordl, 2011

### Einzelausstellungen (Auswahl)
- 1984: Galerie Peter Pakesch, Wien
- 1986: Galerie Grässlin-Ehrhardt, Frankfurt am Main // Galerie Eugen Lendl, Graz // Galerie Peter Pakesch, Wien
- 1988: Galerie Eugen Lendl, Graz
- 1989: Galerie Joost Declercq, Gent // Galerie Grässlin-Ehrhardt, Frankfurt am Main
- 1991: Galerie Peter Pakesch, Wien (mit Gilbert Bretterbauer) // Neue Galerie am Landesmuseum Joanneum, Graz (mit Manfred Wakolbinger) // Edition Artelier, Frankfurt am Main
- 1994: Jetzt handeln, damit Sie dann müssen, Galerie Eugen Lendl, Graz
- 2000: Boxenstop für die Seele, Galerie Brunnhofer, Linz
- 2003: Strange Angels II, Galerie Eugen Lendl, Graz
- 2005: Wer A sagt, muss auch essen, Burgenländische Landesgalerie, Eisenstadt
- 2006: Die Fortsetzung des Alltags mit anderen Mitteln, Galerie Brunnhofer, Linz
- 2007: Tadana Tadala, Galerie Eugen Lendl, Graz (mit Judith Huemer)
- 2008: viennafair, Galerie Brunnhofer, Wien
- 2009: Updown, Galerie Brunnhofer, Linz
- 2010: Kühl wird’s – wollen wir abseilen üben? Artothek Land Niederösterreich, Krems
- 2014: figure it out, Galerie Brunnhofer, Linz
- 2015: You actually exist, Galerie Eugen Lendl, Graz // monochromEmotion, Landesgalerie Burgenland
- 2016: Noch oder Schon, Künstlerkollektiv ARGE einwandaufbruch, Künstlerhaus Wien
- 2018/19: Josef Danner, Galerie arthotel elizabeth, Ischgl
- 2019: Sagenhaft wahr, Galerie Rhomberg, Innsbruck
- 2019/20: Josef Danner, Galerie arthotel elizabeth, Ischgl

### Gruppenausstellungen (Auswahl)
- 1985: Galerie Grässlin-Ehrhardt, Frankfurt am Main
- 1986: Zeichen und Gesten, Secession, Wien // Hacken im Eis, Kunsthalle Bern; Museum des 20. Jahrhunderts, Wien
- 1987: Galerie Rudolf Zwirner, Köln // Österreichisches College, Forum Alpbach
- 1988: Balance-Akte 88, Frauenbad, Baden bei Wien // Malermacht, Künstlerhaus // Palais Thurn & Taxis, Bregenz; Aus Wien. Positionen des Aufbruchs, Bonn // Herbert Brandl, Josef Danner, Otto Zitko, Graphische Sammlung Albertina, Wien
- 1989: Aus dem Zusammenhang, Museum moderner Kunst, Wien; Nationalmuseum Belgrad; Modernes Museum Skopje; Moderna Galerija, Ljubljana; Uhiberu, Prag
- 1990: Aus dem Zusammenhang, Kunsthalle Kraków; Nationalgalerie Kraków
- 1991: Sensualité, Sensibilité, Purism. Aspects de l´art autrichien depuis 1980, Couvent des Cordeliers, Paris // Junge Österreicher, Österreichische Galerie am Oberen Belvedere, Wien
- 1992: Galerie und Edition Artelier, Frankfurt am Main // Art Basel
- 1993: Galerie und Edition Artelier, Frankfurt am Main
- 1994: 18. Grafikbiennale Zagreb, Umjetnicki Paviljon, Zagreb
- 1995: Limited. Editionen der Galerie und Edition Artelier, Palais Liechtenstein, Feldkirch
- 1996: Österreichblickpunkte, Galerie Fortlaan 17, Gent
- 1998: Kunst ohne Unikat. Edition Artelier, Steirischer Herbst 98
- 1999: 7/6, Living Art Museum, Reykjavik, Island // Neue Galerie, Linz
- 2000: Art Frankfurt // Art Brüssel // Waldmüller, Schiele, Rainer. Meisterwerke des Niederösterreichischen Landesmuseums vom Biedermeier bis zur Gegenwart, Kunsthalle Krems
- 2002: Neue Zeichnungen, Galerie Goldener Engl, Hall/Tirol; Galerie Brunnhofer, Linz // Art Vienna, MAK
- 2004: Neue Wilde – Eine Entwicklung, Sammlung Essl, Klosterneuburg // Brandl, Damisch, Danner, Scheibl, Zitko, Galerie Margund Lössl, Gmunden
- 2005: Farbe und Faktur. Reflexionen über Formprinzipien der russischen Avantgarde, mumok, Wien
- 2006: Spektrum Farbe, Kunst der Moderne, Landesmuseum Niederösterreich, St. Pölten
- 2007: Die Liebe zu den Objekten, Landesmuseum Niederösterreich, St. Pölten
- 2009: deogramme: Schrift – Bilder / Bilder – Schrift, Europäisches Kulturzentrum, Remagen
- 2010: Malerei: Prozess und Expansion. Von den 1950er Jahren bis heute, mumok, Wien // multiple matters, Künstlerhaus, Wien // Ich ist ein anderer. Die Kunst der Selbstdarstellung, Landesmuseum Niederösterreich, St. Pölten
- 2012: Josef Danner / Werner Reiterer, Galerie Gölles, Fürstenfeld // Lettra-Kraków 2012. Sign and Letter, Jagiellonian University, Kraków
- 2013: in.print.out – Grafik in/auswendig, Künstlerhaus Wien
- 2015: Selbstverständlich Malerei, Belvedere, Wien // Ballgasse 6 – Galerie Pakesch und die Kunstszene der 80er, Wien Museum
- 2016: Blaues Gold, Landesgalerie Burgenland, Eisenstadt // Experimentelle 19, Schloss Randegg, Deutschland
- 2017: Kontinuität und Brüche, Museum Liaunig, Neuhaus
- 2018: Absurd, but does not agree, Künstlerkollektiv ARGE einwandaufbruch, City Gallery of fine arts, Plovdiv, Bulgarien // Doppelleben - Bildende Künstler_innen machen Musik, mumok Wien
- POSTHUM - 2021: FAIR FOR ART VIENNA - Galerie Heimo Bachlechner, Wien

## Plakatprojekte im öffentlichen Raum
- 1996–99: Neun Plakatserien im Regierungsviertel St. Pöltner Landhausviertel, Niederösterreich[5]
- 2003: Woher kommen wir, wohin gehen wir, wer bezahlt unsere Fixkosten?, Plakatprojekt in Niederösterreich[6]
- 2007: Feuer/Erde, Plakatprojekt im Rahmen der Niederösterreichischen Landesausstellung
- 2009: Haydn 09, Plakatprojekt anlässlich des Haydn-Jahres 2009, Burgenland, Niederösterreich, Wien.
- 2013: GELD MACHT SICHT BAR, europäisches Plakatkunstprojekt von Josef Danner und Georg Lebzelter mit 12 internationalen Künstlerteams, Plakat von Josef Danner in Kollaboration mit Hüseyin Isik[7]

## Kunst am Bau Projekte
- 2010: Kirchenfenster St. Andrä, Graz[8]
- 2014: Raiffeisen financial center, Eisenstadt
- 2019: NÖVOG Alpenbahnhof, St. Pölten, Kollaboration von Josef Danner und Heide Aufgewekt